# Kieler Sportvereinigung Holstein von 1900 2011-2012
Questa voce raccoglie le informazioni riguardanti il Kieler Sportvereinigung Holstein von 1900 nelle competizioni ufficiali della stagione 2011-2012.

## Stagione
Nella stagione 2011-2012 l'Holstein Kiel, allenato da Thorsten Gutzeit, concluse il campionato di Regionalliga nord al 2º posto. In Coppa di Germania l'Holstein Kiel fu eliminato ai quarti dal Borussia Dortmund.

## Rosa
| N. |                     | Ruolo | Calciatore          |
| -- | ------------------- | ----- | ------------------- |
| 1  | Germania (bandiera) | P     | Morten Jensen       |
| 2  | Germania (bandiera) | D     | Kevin Schulz        |
| 3  | Germania (bandiera) | D     | Marco Steil         |
| 4  | Germania (bandiera) | D     | Aaron Berzel        |
| 5  | Germania (bandiera) | C     | Karsten Fischer     |
| 6  | Tunisia (bandiera)  | C     | Sofien Chahed       |
| 7  | Germania (bandiera) | D     | Fynn Gutzeit        |
| 8  | Germania (bandiera) | D     | Christian Jürgensen |
| 9  | Germania (bandiera) | A     | Jakob Sachs         |
| 10 | Germania (bandiera) | A     | Tim Wulff           |
| 11 | Germania (bandiera) | C     | Rafael Kazior       |
| 12 | Germania (bandiera) | P     | Daniel Strähle      |
| 13 | Germania (bandiera) | C     | Florian Meyer       |

| N. |                     | Ruolo | Calciatore             |
| -- | ------------------- | ----- | ---------------------- |
| 17 | Germania (bandiera) | C     | Fabian Wetter          |
| 18 | Ghana (bandiera)    | D     | Kusi Kwame             |
| 19 | Germania (bandiera) | D     | Patrick Herrmann       |
| 20 | Germania (bandiera) | A     | Marc Heider            |
| 21 | Germania (bandiera) | C     | Tim Siedschlag         |
| 22 | Germania (bandiera) | A     | Fiete Sykora           |
| 23 | Germania (bandiera) | C     | Steve Müller           |
| 24 | Polonia (bandiera)  | A     | Jarosław Lindner       |
| 25 | Germania (bandiera) | P     | Niklas Jakusch         |
| 26 | Germania (bandiera) | D     | Yannik Jakubowski      |
| 28 | Germania (bandiera) | C     | Deran Toksöz           |
| 30 | Germania (bandiera) | D     | Dan-Patrick Poggenberg |

## Organigramma societario
Area tecnica
- Allenatore: Thorsten Gutzeit
- Allenatore in seconda: Jan Sandmann
- Preparatore dei portieri: Carsten Wehlmann
- Preparatori atletici:
- Analisi video:

## Calciomercato

### Sessione estiva
| Acquisti | Acquisti         | Acquisti      | Acquisti |
| R.       | Nome             | da            | Modalità |
| -------- | ---------------- | ------------- | -------- |
| D        | Aaron Berzel     | Wolfsburg U19 |          |
| D        | Patrick Herrmann | Osnabrück     |          |
| P        | Niklas Jakusch   | Neumünster    |          |
| P        | Morten Jensen    | Hessen Kassel |          |
| C        | Rafael Kazior    | Amburgo II    |          |
| C        | Tim Siedschlag   | Lubecca       |          |
| P        | Daniel Strähle   | Aalen         |          |
| C        | Deran Toksöz     | St. Pauli II  |          |
| C        | Fabian Wetter    | Havelse       |          |

| Cessioni | Cessioni                  | Cessioni          | Cessioni |
| R.       | Nome                      | a                 | Modalità |
| -------- | ------------------------- | ----------------- | -------- |
| C        | Steffen Bruhn             | Weiche Flensburgo |          |
| C        | Paul Camps                | Holstein Kiel II  |          |
| C        | Lukas Henke               | TSV Kropp         |          |
| P        | Simon Henzler             | Holstein Kiel II  |          |
| A        | Miche-Joel Makomé-Mabouba | Altona 93         |          |
| C        | Patrick Nagel             | SV Todesfelde     |          |
| D        | Torben Rehfeldt           | Werder Brema U19  |          |
| A        | Francky Sembolo           | SV Wilhelmshaven  |          |
| C        | Ferhat Yazgan             | Wolfsburg II      |          |
| C        | Florian Ziehmer           | Preetzer TSV      |          |

## Risultati

### Regionalliga

#### Girone di andata
| Arbitro: | Schmickartz |

|           |           |  |
| Preuß 36’ | Marcatori |  |

| Arbitro: | Ittrich |

|                             |           |                    |
| Lindner 29’ Sykora 69’, 81’ | Marcatori | 26’ Raming-Freesen |

| Arbitro: | Hussein |

|  |           |                |
|  | Marcatori | 34’ Siedschlag |

| Arbitro: | Bärmann |

|                                                        |           |                            |
| Fischer 5’ Siedschlag 34’ Kazior 69’ (rig.) Sykora 73’ | Marcatori | 42’ Behrens 80’ Franziskus |

| Arbitro: | Frömel |

|          |           |                               |
| Smidt 4’ | Marcatori | 53’ (rig.) Kazior 55’ Lindner |

| Arbitro: | Seidel |

|                                            |           |           |
| Lindner 71’ Sachs 75’ Heider 80’ Steil 89’ | Marcatori | 42’ Kadah |

| Arbitro: | Kleinschmidt |

|             |           |             |
| Krieger 45’ | Marcatori | 76’ Lindner |

| Arbitro: | Ehlers |

|                                                                   |           |  |
| Heider 6’, 47’ Kazior 19’ (rig.) Sachs 49’ Lindner 67’ Müller 86’ | Marcatori |  |

| Arbitro: | Ostheimer |

|                           |           |                   |
| Zimmermann 12’ Zeiger 61’ | Marcatori | 76’ (rig.) Kazior |

| Arbitro: | Heitmann |

|                                                              |           |                             |
| Sykora 28’, 90’ Siedschlag 37’ Heider 48’ (rig.) Lindner 87’ | Marcatori | 4’ Hebler 59’ (aut.) Sykora |

| Arbitro: | Hösel |

|                     |           |                        |
| Alassani 90’ (rig.) | Marcatori | 24’ Heider 35’ Lindner |

| Arbitro: | Wenzel |

|                                                |           |                      |
| Sykora 7’ Heider 14’ Poggenberg 23’ Chahed 90’ | Marcatori | 21’, 51’ (rig.) Luck |

| Arbitro: | Gräfe |

|                       |           |                   |
| Frahn 37’ (rig.), 60’ | Marcatori | 35’ (rig.) Kazior |

| Arbitro: | Dittrich |

|                                 |           |  |
| Lindner 9’ Heider 21’ Steil 74’ | Marcatori |  |

| Arbitro: | Schröder |

|                                     |           |  |
| Heider 7’ Siedschlag 48’ Müller 68’ | Marcatori |  |

| Arbitro: | Giese |

|  |           |                                             |
|  | Marcatori | 40’ (rig.) Kazior 47’ Siedschlag 54’ Heider |

| Arbitro: | Storks |

|                       |           |             |
| Lindner 13’ Wulff 90’ | Marcatori | 48’ Schulze |

#### Girone di ritorno
| Kiel 16 dicembre 2011, ore 19:00 CET 18ª giornata | Holstein Kiel | 0 – 0 referto | Hallescher | Holstein-Stadion (8 297 spett.)\| Arbitro: \| Grudzinski \| |
| Arbitro:                                          | Grudzinski    |               |            |                                                             |

| Arbitro: | Storks |

|                             |           |            |
| Schnettberg 59’ Wessels 84’ | Marcatori | 22’ Toksöz |

| Arbitro: | Koslowski |

|                             |           |                    |
| Sykora 39’ Lindner 63’, 82’ | Marcatori | 78’ (rig.) Kocabaş |

| Arbitro: | Börner |

|             |           |                       |
| Sembolo 59’ | Marcatori | 29’ Lindner 49’ Sachs |

| Arbitro: | Müller |

|              |           |  |
| Jürgensen 7’ | Marcatori |  |

| Arbitro: | Schriever |

|           |           |  |
| Kadah 65’ | Marcatori |  |

| Arbitro: | Rohde |

|                |           |  |
| Poggenberg 75’ | Marcatori |  |

| Arbitro: | Dietz |

|              |           |  |
| Djuričin 38’ | Marcatori |  |

| Arbitro: | Dankert |

|            |           |                   |
| Heider 57’ | Marcatori | 42’ (aut.) Berzel |

| Arbitro: | Schult |

|  |           |                           |
|  | Marcatori | 18’ Jürgensen 78’ Lindner |

| Arbitro: | Schmickartz |

|                                               |           |  |
| Lindner 16’ Wetter 28’, 43’ Heider 69’ (rig.) | Marcatori |  |

| Arbitro: | Giese |

|              |           |                                    |
| Latowski 23’ | Marcatori | 18’ Heider 40’ Jürgensen 61’ Meyer |

| Arbitro: | Wingenbach |

|            |           |  |
| Sykora 57’ | Marcatori |  |

| Arbitro: | Foltyn |

|           |           |                            |
| Fuchs 46’ | Marcatori | 7’, 26’ Lindner 27’ Heider |

| Arbitro: | Helwig |

|  |           |                                        |
|  | Marcatori | 52’ Sachs 61’ (rig.) Heider 90’ Kazior |

| Arbitro: | Steuer |

|                              |           |           |
| Berzel 39’ Toksöz 48’ (rig.) | Marcatori | 64’ Kragl |

| Arbitro: | Petersen |

|                                                  |           |            |
| Polter 8’ Fomitschow 27’ (rig.), 45’ (rig.), 75’ | Marcatori | 68’ Heider |

### Coppa di Germania
| Arbitro: | Kampka |

|                                    |           |  |
| Sykora 15’ Kazior 32’ Herrmann 59’ | Marcatori |  |

| Arbitro: | Fischer |

|                       |           |  |
| Kazior 54’ Sykora 59’ | Marcatori |  |

| Arbitro: | Perl |

|                           |           |  |
| Ujah 6’ (aut.) Müller 64’ | Marcatori |  |

| Arbitro: | Zwayer |

|  |           |                                                    |
|  | Marcatori | 11’ Lewandowski 18’ Kagawa 80’ Barrios 87’ Perišić |

## Statistiche

### Statistiche di squadra
| Competizione      | Punti | In casa | In casa | In casa | In casa | In casa | In casa | In trasferta | In trasferta | In trasferta | In trasferta | In trasferta | In trasferta | Totale | Totale | Totale | Totale | Totale | Totale | DR  |
| Competizione      | Punti | G       | V       | N       | P       | Gf      | Gs      | G            | V            | N            | P            | Gf           | Gs           | G      | V      | N      | P      | Gf     | Gs     | DR  |
| ----------------- | ----- | ------- | ------- | ------- | ------- | ------- | ------- | ------------ | ------------ | ------------ | ------------ | ------------ | ------------ | ------ | ------ | ------ | ------ | ------ | ------ | --- |
| Regionalliga nord | 75    | 17      | 15      | 2       | 0       | 47      | 12      | 17           | 9            | 1            | 7            | 26           | 19           | 34     | 24     | 3      | 7      | 73     | 31     | +42 |
| Coppa di Germania | -     | 4       | 3       | 0       | 1       | 7       | 4       | 0            | 0            | 0            | 0            | 0            | 0            | 4      | 3      | 0      | 1      | 7      | 4      | +3  |
| Totale            | 75    | 21      | 18      | 2       | 1       | 54      | 16      | 17           | 9            | 1            | 7            | 26           | 19           | 38     | 27     | 3      | 8      | 80     | 35     | +45 |

### Andamento in campionato
| Giornata  | 1  | 2 | 3 | 4 | 5 | 6 | 7 | 8 | 9 | 10 | 11 | 12 | 13 | 14 | 15 | 16 | 17 | 18 | 19 | 20 | 21 | 22 | 23 | 24 | 25 | 26 | 27 | 28 | 29 | 30 | 31 | 32 | 33 | 34 |
| --------- | -- | - | - | - | - | - | - | - | - | -- | -- | -- | -- | -- | -- | -- | -- | -- | -- | -- | -- | -- | -- | -- | -- | -- | -- | -- | -- | -- | -- | -- | -- | -- |
| Luogo     | T  | C | T | C | T | C | T | C | T | C  | T  | C  | T  | C  | C  | T  | C  | C  | T  | C  | T  | C  | T  | C  | T  | C  | T  | C  | T  | C  | T  | T  | C  | T  |
| Risultato | P  | V | V | V | V | V | N | V | P | V  | V  | V  | P  | V  | V  | V  | V  | N  | P  | V  | V  | V  | P  | V  | P  | N  | V  | V  | V  | V  | V  | V  | V  | P  |
| Posizione | 12 | 7 | 6 | 5 | 3 | 2 | 3 | 2 | 3 | 1  | 1  | 1  | 2  | 2  | 2  | 2  | 1  | 2  | 3  | 3  | 2  | 2  | 3  | 3  | 3  | 3  | 3  | 3  | 3  | 2  | 2  | 2  | 2  | 2  |

Legenda:

Luogo: C = Casa; T = Trasferta. Risultato: V = Vittoria; N = Pareggio; P = Sconfitta.

### Statistiche dei giocatori
| Giocatore     | Regionalliga nord | Regionalliga nord | Regionalliga nord | Regionalliga nord | Coppa di Germania | Coppa di Germania | Coppa di Germania | Coppa di Germania | Totale   | Totale | Totale      | Totale     |
| Giocatore     | Presenze          | Reti              | Ammonizioni       | Espulsioni        | Presenze          | Reti              | Ammonizioni       | Espulsioni        | Presenze | Reti   | Ammonizioni | Espulsioni |
| ------------- | ----------------- | ----------------- | ----------------- | ----------------- | ----------------- | ----------------- | ----------------- | ----------------- | -------- | ------ | ----------- | ---------- |
| A. Berzel     | 21                | 1                 | 5                 | 0                 | 3                 | 0                 | 0                 | 0                 | 24       | 1      | 5           | 0          |
| S. Chahed     | 29                | 1                 | 2                 | 0                 | 1                 | 0                 | 0                 | 0                 | 30       | 1      | 2           | 0          |
| K. Fischer    | 13                | 1                 | 2                 | 0                 | 1                 | 0                 | 0                 | 0                 | 14       | 1      | 2           | 0          |
| F. Gutzeit    | 2                 | 0                 | 0                 | 0                 | 0                 | 0                 | 0                 | 0                 | 2        | 0      | 0           | 0          |
| M. Heider     | 29                | 15                | 2                 | 0                 | 4                 | 0                 | 2                 | 0                 | 33       | 15     | 4           | 0          |
| P. Herrmann   | 33                | 0                 | 5                 | 0                 | 4                 | 1                 | 0                 | 0                 | 37       | 1      | 5           | 0          |
| Y. Jakubowski | 0                 | 0                 | 0                 | 0                 | 0                 | 0                 | 0                 | 0                 | 0        | 0      | 0           | 0          |
| N. Jakusch    | 0                 | 0                 | 0                 | 0                 | 0                 | 0                 | 0                 | 0                 | 0        | 0      | 0           | 0          |
| M. Jensen     | 23                | 0                 | 0                 | 0                 | 4                 | 0                 | 0                 | 0                 | 27       | 0      | 0           | 0          |
| C. Jürgensen  | 23                | 3                 | 4                 | 0                 | 3                 | 0                 | 0                 | 0                 | 26       | 3      | 4           | 0          |
| R. Kazior     | 33                | 7                 | 12                | 0                 | 4                 | 2                 | 0                 | 0                 | 37       | 9      | 12          | 0          |
| K. Kwame      | 0                 | 0                 | 0                 | 0                 | 0                 | 0                 | 0                 | 0                 | 0        | 0      | 0           | 0          |
| J. Lindner    | 33                | 16                | 2                 | 0                 | 4                 | 0                 | 0                 | 0                 | 37       | 16     | 2           | 0          |
| F. Meyer      | 14                | 1                 | 1                 | 0                 | 1                 | 0                 | 0                 | 0                 | 15       | 1      | 1           | 0          |
| S. Müller     | 26                | 2                 | 5                 | 0                 | 4                 | 1                 | 1                 | 0                 | 30       | 3      | 6           | 0          |
| D. Poggenberg | 24                | 2                 | 3                 | 0                 | 4                 | 0                 | 0                 | 0                 | 28       | 2      | 3           | 0          |
| J. Sachs      | 19                | 4                 | 0                 | 1                 | 1                 | 0                 | 0                 | 0                 | 20       | 4      | 0           | 1          |
| K. Schulz     | 8                 | 0                 | 1                 | 0                 | 2                 | 0                 | 0                 | 0                 | 10       | 0      | 1           | 0          |
| T. Siedschlag | 19                | 5                 | 2                 | 0                 | 3                 | 0                 | 1                 | 0                 | 22       | 5      | 3           | 0          |
| M. Steil      | 27                | 2                 | 3                 | 0                 | 2                 | 0                 | 1                 | 0                 | 29       | 2      | 4           | 0          |
| D. Strähle    | 11                | 0                 | 0                 | 0                 | 0                 | 0                 | 0                 | 0                 | 11       | 0      | 0           | 0          |
| F. Sykora     | 28                | 8                 | 4                 | 0                 | 4                 | 2                 | 0                 | 0                 | 32       | 10     | 4           | 0          |
| D. Toksöz     | 20                | 2                 | 8                 | 0                 | 2                 | 0                 | 0                 | 0                 | 22       | 2      | 8           | 0          |
| F. Wetter     | 22                | 2                 | 1                 | 0                 | 3                 | 0                 | 0                 | 0                 | 25       | 2      | 1           | 0          |
| T. Wulff      | 18                | 1                 | 2                 | 0                 | 1                 | 0                 | 0                 | 0                 | 19       | 1      | 2           | 0          |